# Agustín Pascual González
Agustín Pascual González (Madrid, 20 de març de 1818 - 23 de gener de 1884) fou un enginyer i polític espanyol, acadèmic de la llengua.
Enginyer de monts format a Saxònia (Tharandt), on va aprendre de la mà del dasònom Johann Heinrich Cotta. Fundador i professor de l'Escola de Muntanyes de Villaviciosa de Odón en 1848, on va ser company del professor i enginyer de muntanyes Miguel Bosch. Va tenir com a alumnes a figures com Máxima Laguna.
Des de 1845 a 1868 va ser el responsable de la gestió de les muntanyes de la Casa Reial, entre els quals estaven masses forestals com la Monte de El Pardo o la Casa de Campo.
Va ser director de la Real Sociedad Económica Matritense de Amigos del País, per la que en fou senador de 1877 a 1884. En 1871 fou escollit acadèmic de la Reial Acadèmia Espanyola.

## Obres
- El bosque de Tharand, 1863